# Cutibacterium acnes
Cutibacterium acnes (лат.) — вид актинобактерий из семейства Propionibacteriaceae порядка Propionibacteriales.

## Описание
Cutibacterium acnes относительно медленно растущая, обычно аэротолерантная анаэробная, грамположительная палочка, связанная с таким кожным заболеванием как акне; также может вызывать хронический блефарит и эндофтальмит, последний особенно после внутриглазных операций. Её геном был секвенирован, и исследование показало, что несколько генов могут генерировать ферменты, разрушающие кожу, и белки, которые могут быть иммуногенными (активирующими иммунную систему).
Эта бактерия в значительной степени является комменсалом и частью кожной микрофлоры, присутствующей на коже большинства здоровых взрослых людей. Обычно она едва заметна на коже у здоровых подростков. Она живет в основном за счет жирных кислот в кожном сале, которое выделяется сальными железами в фолликулах. Она также может быть обнаружена в желудочно-кишечном тракте.

## Систематика
Первоначально идентифицированная как Bacillus acnes, она была позже названа Propionibacterium acnes из-за её способности генерировать пропионовую кислоту. В 2016 году в результате биохимических и геномных исследований P. acnes была таксономически реклассифицирована. С точки зрения как структуры филогенетического дерева, так и содержания G + C в ДНК, кожная бактерия отличается от других бактерий, которые ранее были классифицированы как Propionibacterium. В рамках реструктуризации для кожных бактерий, включая ранее идентифицированные как Propionibacterium acnes, Propionibacterium avidum и Propionibacterium granulosum, был создан новый род Cutibacterium:4429. Характеризация филотипов C. acnes — активная область исследований.

### Классификация
На сентябрь 2020 года выделяют 3 подвида:
- Cutibacterium acnes subsp. elongatum (Dekio et al. 2015) Dekio et al. 2019
- Cutibacterium acnes subsp. acnes (Gilchrist 1900) Nouioui et al. 2018
- Cutibacterium acnes subsp. defendens (McDowell et al. 2016) Nouioui et al. 2018

## Роль в заболевании
Бактерии C. acnes преимущественно обитают глубоко в фолликулах и порах, хотя они также встречаются на поверхности здоровой кожи. В этих фолликулах бактерии C. acnes используют кожный жир, продукты клеточного распада и побочные продукты метаболизма окружающих тканей кожи в качестве основных источников энергии и питательных веществ. Повышенная выработка кожного сала гиперактивными сальными железами (гиперплазия сальных желез) или закупорка фолликула могут вызвать рост и размножение бактерий C. acnes.
Бактерии C. acnes секретируют много белков, в том числе несколько пищеварительных ферментов. Эти ферменты участвуют в переваривании кожного сала и получении других питательных веществ. Они также могут дестабилизировать слои клеток, образующих стенки фолликула. Повреждение клеток, побочные продукты метаболизма и останки бактерий, образующиеся в результате быстрого роста C. acnes в фолликулах, могут вызвать воспаление.